# Michael Champion
Michael Edward Campbell Champion (* 3. November 1946 in Anderson, Indiana; † 16. Juni 2021 in Casper, Wyoming) war ein US-amerikanischer Schauspieler und Sänger.

## Biografie
Champions Eltern waren Robert Campbell und Kate Williamson Campbell. Seine Karriere startete Champion in Detroit als Musiker, wo er 1967 mit einer nicht lange bestehenden Band namens Abstract Reality eine Single mit dem Titel Love Burns Like A Fire Inside aufnahm. Als die Detroit Tigers 1968 die World Series gewannen, nahm Champion den Song Roly Poly Mickey Lolich auf, der ständig im Radio und im Fernsehen gespielt wurde. Für die Jackson Five produzierte er ein Album Joyful Jukebox Music, für das er ausgezeichnet wurde. Gemeinsam mit Bob „Babbitt“ Kreiner, Ray Monette und Andrew Smith gründete er Scorpion, die Band ging aus Abstract Reality hervor. Sein Name erscheint als Mike Campbell auf dem Album Scorpion sowie auf Meat Loafs Debütalbum Stoney & Meatloaf von 1971. Für dieses Album wirkte er nicht nur an vier Songs mit, sondern spielte auch die Mundharmonika bei dem Titel Lady Be Mine.
Als Schauspieler benutzte Champion dann den Namen Michael Champion. Ab 1979 wirkte er in mehreren Fernsehserien mit, darunter Diagnose: Mord (1993), Matlock (1989) und Flash – Der Rote Blitz (1991), sowie in mehreren Filmen, wie beispielsweise der Filmparodie Mel Brooks’ verrückte Geschichte der Welt (1981), der Actionkomödie Beverly Hills Cop – Ich lös’ den Fall auf jeden Fall (1984) und dem Science-Fiction-Film Total Recall – Die totale Erinnerung (1990). Auch wirkte er an Videospielfiguren mit, wo er beispielsweise in Flash Traffic: City of Angels (1994) einen Terroristen gab.
Der Musiker und Produzent Ralph Terrana sagte über ihn, er sei ein talentierter Autor gewesen, habe auch sehr ungewöhnlich sein können, weswegen man ihn „Crazy Mike“ genannt habe. Champion, der begeisterter Boxfan war, widmete sich als Boxtrainer auch der Betreuung vieler junger Menschen, mit denen er trainierte. Michael Champion, der im Alter von 74 Jahren starb, war 29 Jahre mit seiner Frau Melissa verheiratet und hatte vier Kinder und vier Enkelkinder.